# Saneczkarstwo na Zimowych Igrzyskach Olimpijskich 1992
Saneczkarstwo na Zimowych Igrzyskach Olimpijskich 1992 odbyło się w dniach 9 – 12 lutego 1992 roku na torze w La Plagne. Zawodnicy walczyli w jedynkach kobiet i mężczyzn oraz dwójkach mężczyzn.

## Wyniki

### Jedynki mężczyzn
| Miejsce | Zawodnik            | Reprezentacja     | Czas     |
| ------- | ------------------- | ----------------- | -------- |
| złoto   | Georg Hackl         | Niemcy            | 3:02,363 |
| srebro  | Markus Prock        | Austria           | 3:02,669 |
| brąz    | Markus Schmidt      | Austria           | 3:02,942 |
| 4.      | Norbert Huber       | Włochy            | 3:02,973 |
| 5.      | Jens Müller         | Niemcy            | 3:03,197 |
| 6.      | Robert Manzenreiter | Austria           | 3:03,267 |
| 7.      | Oswald Haselrieder  | Włochy            | 3:03,276 |
| 8.      | René Friedl         | Niemcy            | 3:03,543 |
| 9.      | Siergiej Danilin    | WNP               | 3:03,773 |
| 10.     | Duncan Kennedy      | Stany Zjednoczone | 3:03,852 |

### Dwójki mężczyzn
| Miejsce | Zawodnicy                            | Reprezentacja     | Czas     |
| ------- | ------------------------------------ | ----------------- | -------- |
| złoto   | Stefan Krauße Jan Behrendt           | Niemcy            | 1:32,053 |
| srebro  | Yves Mankel Thomas Rudolph           | Niemcy            | 1:32,239 |
| brąz    | Hansjörg Raffl Norbert Huber         | Włochy            | 1:32,298 |
| 4.      | Ioan Apostol Liviu Cepoi             | Rumunia           | 1:32,649 |
| 5.      | Kurt Brugger Wilfried Huber          | Włochy            | 1:32,810 |
| 6.      | Hans Kohala Carl-Johan Lindqvist     | Szwecja           | 1:33,134 |
| 7.      | Gerhard Gleirscher Markus Schmidt    | Austria           | 1:33,257 |
| 7.      | Albert Diemczenko Aleksiej Zielenski | WNP               | 1:33,299 |
| 9.      | Wendel Suckow Bill Tavares           | Stany Zjednoczone | 1:33,451 |
| 10.     | Igor Łobanow Giennadij Bielakow      | WNP               | 1:33,947 |

### Jedynki kobiet
| Miejsce | Zawodniczka          | Reprezentacja     | Czas     |
| ------- | -------------------- | ----------------- | -------- |
| złoto   | Doris Neuner         | Austria           | 3:06,696 |
| srebro  | Angelika Neuner      | Austria           | 3:06,769 |
| brąz    | Susi Erdmann         | Niemcy            | 3:07,115 |
| 4.      | Gerda Weissensteiner | Włochy            | 3:07,673 |
| 5.      | Cammy Myler          | Stany Zjednoczone | 3:07,973 |
| 6.      | Gabriele Kohlisch    | Niemcy            | 3:07,980 |
| 7.      | Andrea Tagwerker     | Austria           | 3:08,018 |
| 8.      | Natalija Jakuszenko  | WNP               | 3:08,383 |
| 9.      | Erica Terwillegar    | Stany Zjednoczone | 3:08,547 |
| 10.     | Irina Gubkina        | WNP               | 3:08,746 |